# Adrián Berbia
Adrián Berbia Pose (ur. 12 października 1977 w Montevideo) – urugwajski piłkarz występujący na pozycji bramkarza. Zawodnik klubu Juventud Las Piedras.

## Kariera klubowa
Berbia karierę rozpoczynał w 1996 roku w zespole Bella Vista. W trakcie sezonu 2000 przeszedł do CA Peñarol, z którym w 2003 roku zdobył mistrzostwo Urugwaju. W 2004 roku do drużyny Liverpool Montevideo. Spędził tam jeden sezon. Następnie grał w paragwajskim zespole Club Olimpia oraz urugwajskim Cerro, a w 2006 roku trafił do chilijskiego O’Higgins, w którym spędził sezon 2006.
Potem Berbia wrócił do Peñarolu. Występował także w Juventudzie Las Piedras, a w 2008 roku wyjechał do Kolumbii, gdzie został graczem drużyny América Cali. W sezonie 2008 wywalczył z nią mistrzostwo fazy Finalizacion.
W 2009 roku Berbia odszedł do Atlético Junior. W sezonie 2010 zdobył z nim mistrzostwo fazy Apertura. Na początku 2011 roku przeniósł się do urugwajskiego zespołu Fénix. Jednak jeszcze w tym samym roku odszedł do kolumbijskiego Realu Cartagena. Grał tam do końca sezonu 2011.
Następnie występował w Miramar Misiones, a w połowie 2012 roku ponownie trafił do Juventudu Las Piedras.

## Kariera reprezentacyjna
W reprezentacji Urugwaju Berbia rozegrał 2 spotkania, oba podczas Copa América 2001. Zadebiutował w niej 20 lipca 2001 roku w przegranym 0:1 meczu fazy grupowej z Hondurasem. Na tamtym turnieju, zakończonym przez Urugwaj na 4. miejscu, zagrał jeszcze w meczu o 3. miejsce, również z Hondurasem (2:2, 4:5 w rzutach karnych).